# Suthora fulvifrons
A Suthora fulvifrons a verébalakúak (Passeriformes) rendjébe, ezen belül az óvilági poszátafélék (Sylviidae) családjába tartozó, 12 centiméter hosszú madárfaj. Bhután, India, Kína, Mianmar, és Nepál bambuszerdeiben vagy azok környékén él. Rügyekkel, magokkal, rovarokkal táplálkozik. Júniustól júliusig költ.

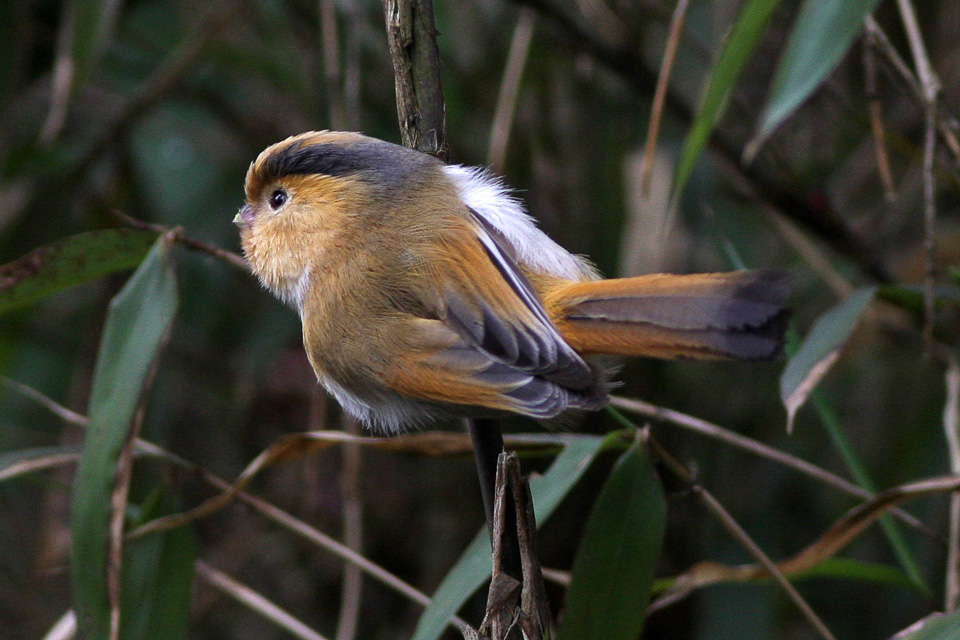
Suthora fulvifrons cyanophrys

## Alfajai
- S. f. fulvifrons (Hodgson, 1845) – Nepál középső részétől keletre, Bhutánon keresztül északkelet-Indiáig;
- S. f. chayulensis (Kinnear, 1940) – északkelet-Indiától dél-Kínáig;
- S. f. albifacies (Mayr & Birckhead, 1937) – észak-Mianmar keleti része, dél-Kína;
- S. f. cyanophrys (David, 1874) – Kína középső része.

## Fordítás
- Ez a szócikk részben vagy egészben  a   Fulvous parrotbill című angol Wikipédia-szócikk fordításán alapul.  Az eredeti cikk szerkesztőit annak laptörténete sorolja fel. Ez a jelzés csupán a megfogalmazás eredetét és a szerzői jogokat jelzi, nem szolgál a cikkben szereplő információk forrásmegjelöléseként.